# 勒留
勒留（法語：Le Lieu）是瑞士联邦西部法语区的沃州下设的一个镇。在行政上属于沃州北汝拉区管辖。勒留的总面积为32.55平方公里。截至2010年底，总人口为842。

## 地理
勒留位于汝拉山区，南临茹湖。